# Bruchomorpha rugosa
Bruchomorpha rugosa är en insektsart som beskrevs av Metcalf 1923. Bruchomorpha rugosa ingår i släktet Bruchomorpha och familjen Caliscelidae. Inga underarter finns listade i Catalogue of Life.